# Aleu
Aleu ist eine französische Gemeinde mit 131 Einwohnern (Stand 1. Januar 2022) im Département Ariège in der Region Okzitanien. Sie gehört zum Kanton Couserans Est im Arrondissement Saint-Girons.
Nachbargemeinden sind Soulan im Nordwesten, Biert im Osten und Ercé im Süden.

## Bevölkerungsentwicklung

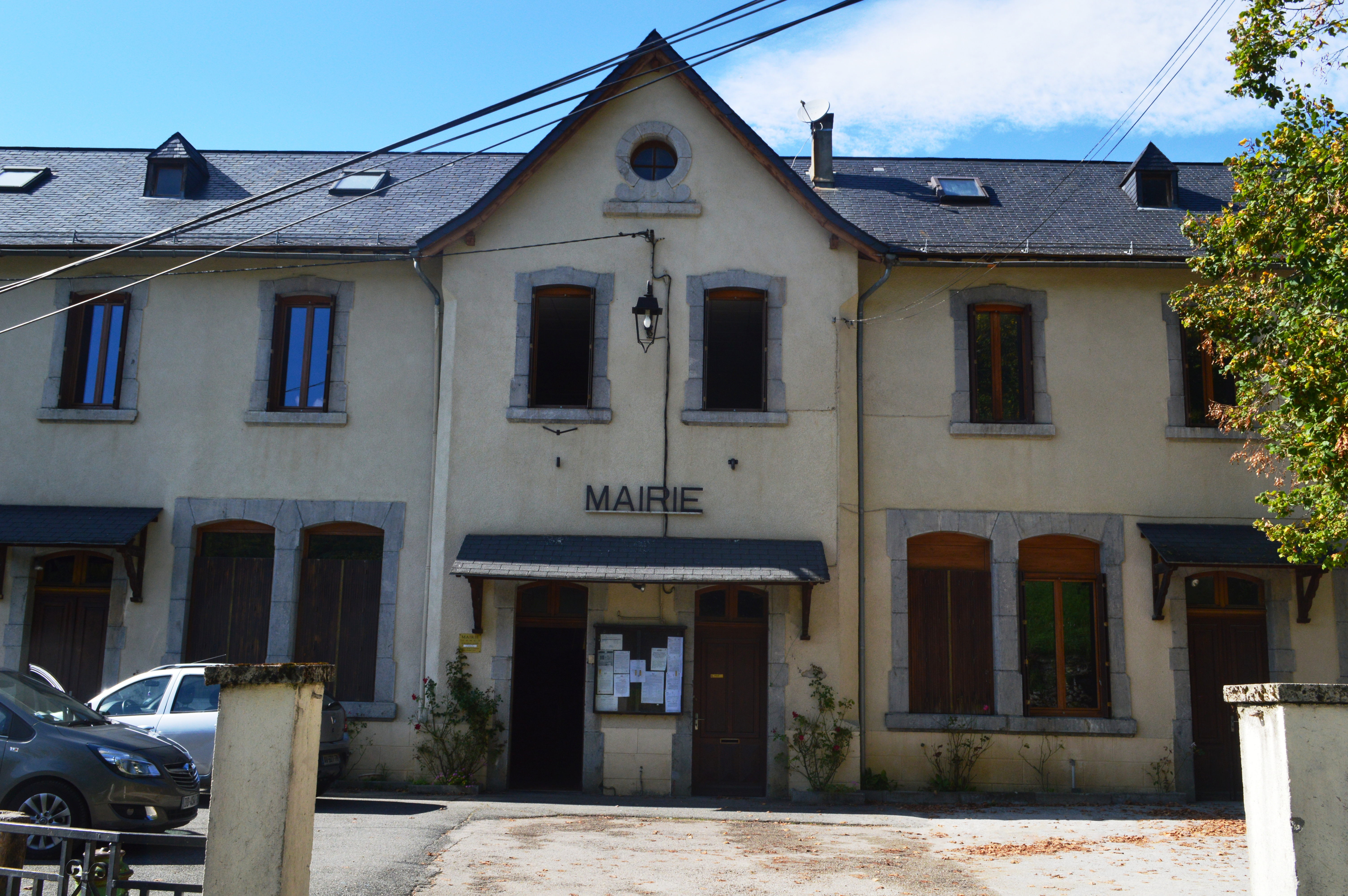
Mairie von Aleu

| Jahr      | 1962 | 1968 | 1975 | 1982 | 1990 | 1999 | 2008 | 2016 |
| --------- | ---- | ---- | ---- | ---- | ---- | ---- | ---- | ---- |
| Einwohner | 204  | 211  | 135  | 127  | 134  | 122  | 146  | 126  |